# Shulin Yizu Miaozu Xiang
Shulin Yizu Miaozu Xiang (kinesiska: 树林, 树林彝族苗族乡) är en socken i Kina. Den ligger i provinsen Yunnan, i den sydvästra delen av landet, omkring 320 kilometer nordost om provinshuvudstaden Kunming. Antalet invånare är 20 787. Befolkningen består av 10 005 kvinnor och 10 782 män. Barn under 15 år utgör 31 %, vuxna 15-64 år 63 %, och äldre över 65 år 5,0 %.
Genomsnittlig årsnederbörd är 1 099 millimeter. Den regnigaste månaden är juli, med i genomsnitt 236 mm nederbörd, och den torraste är december, med 10 mm nederbörd.